# Gare du Vauriat
La gare du Vauriat est une halte ferroviaire française de la ligne d'Eygurande - Merlines à Clermont-Ferrand, située au lieu-dit Le Vauriat sur la commune de Saint-Ours dans le département du Puy-de-Dôme en région Auvergne-Rhône-Alpes.
C’est une halte de la Société nationale des chemins de fer français (SNCF), desservie par des trains TER Auvergne-Rhône-Alpes.

## Situation ferroviaire
Établie à 878 m d'altitude, la gare du Vauriat est située au point kilométrique (PK) 478,342 de la ligne d'Eygurande - Merlines à Clermont-Ferrand, entre les gares ouvertes de Pontgibaud et de Volvic.

## Service des voyageurs

### Accueil

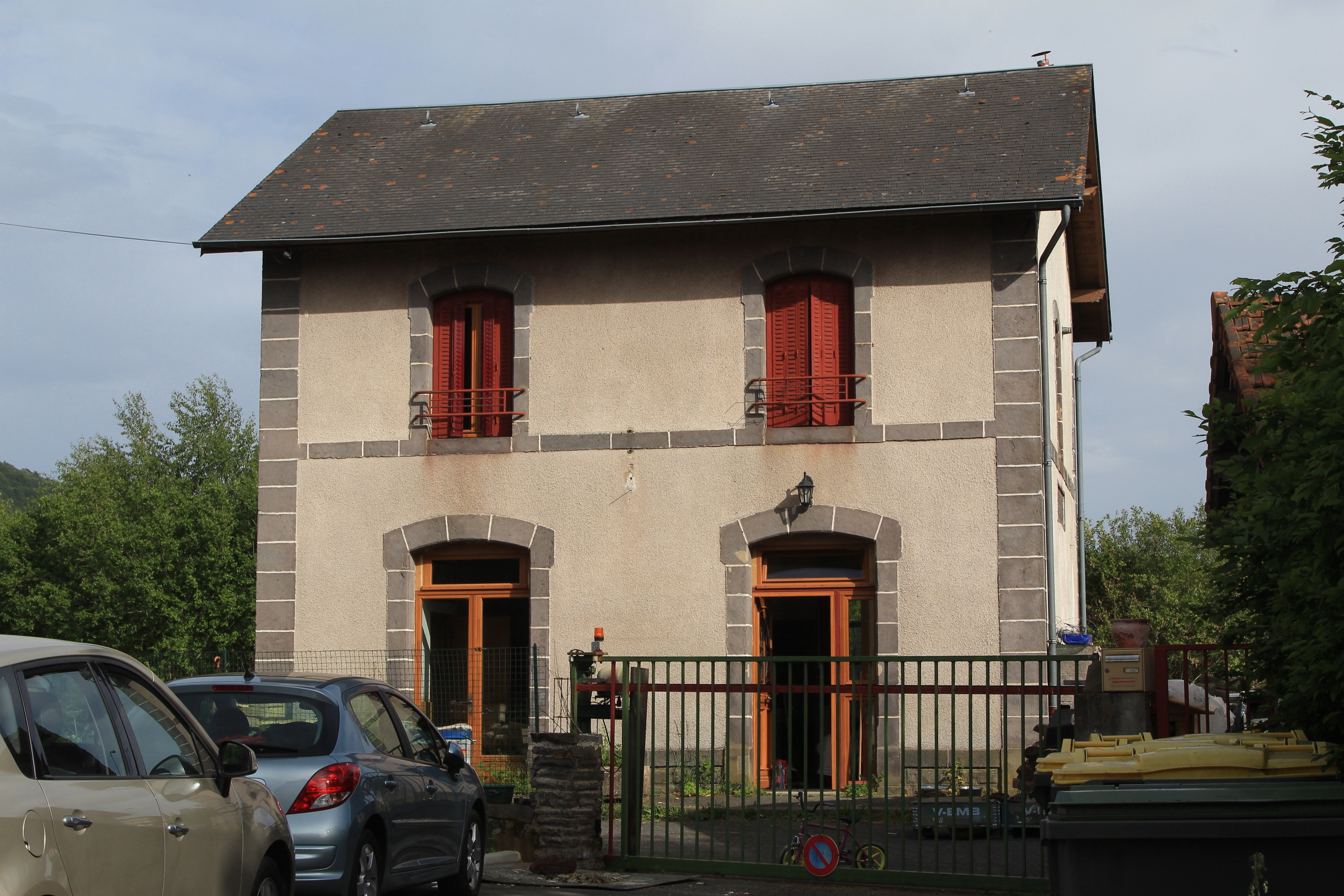
L'ancien bâtiment voyageurs.

Arrêt Routier, c'était un point d'arrêt non géré (PANG) à entrée libre.

### Desserte
Elle était desservie par les trains TER Auvergne-Rhône-Alpes (ligne de Clermont-Ferrand au Mont-Dore).
Depuis décembre 2015 cependant avec la fermeture de la ligne entre Volvic et Ussel, seuls des autobus SNCF desservent cette gare, à raison de trois rotations par jour (08h12/13h12/17h12 direction la gare de Pontgibaud. et 06h36/12h46/16h46 en direction de Volvic). Les voyageurs venant ou souhaitant se rendre à Clermont-Ferrand font une halte à la gare de Volvic.

### Intermodalité

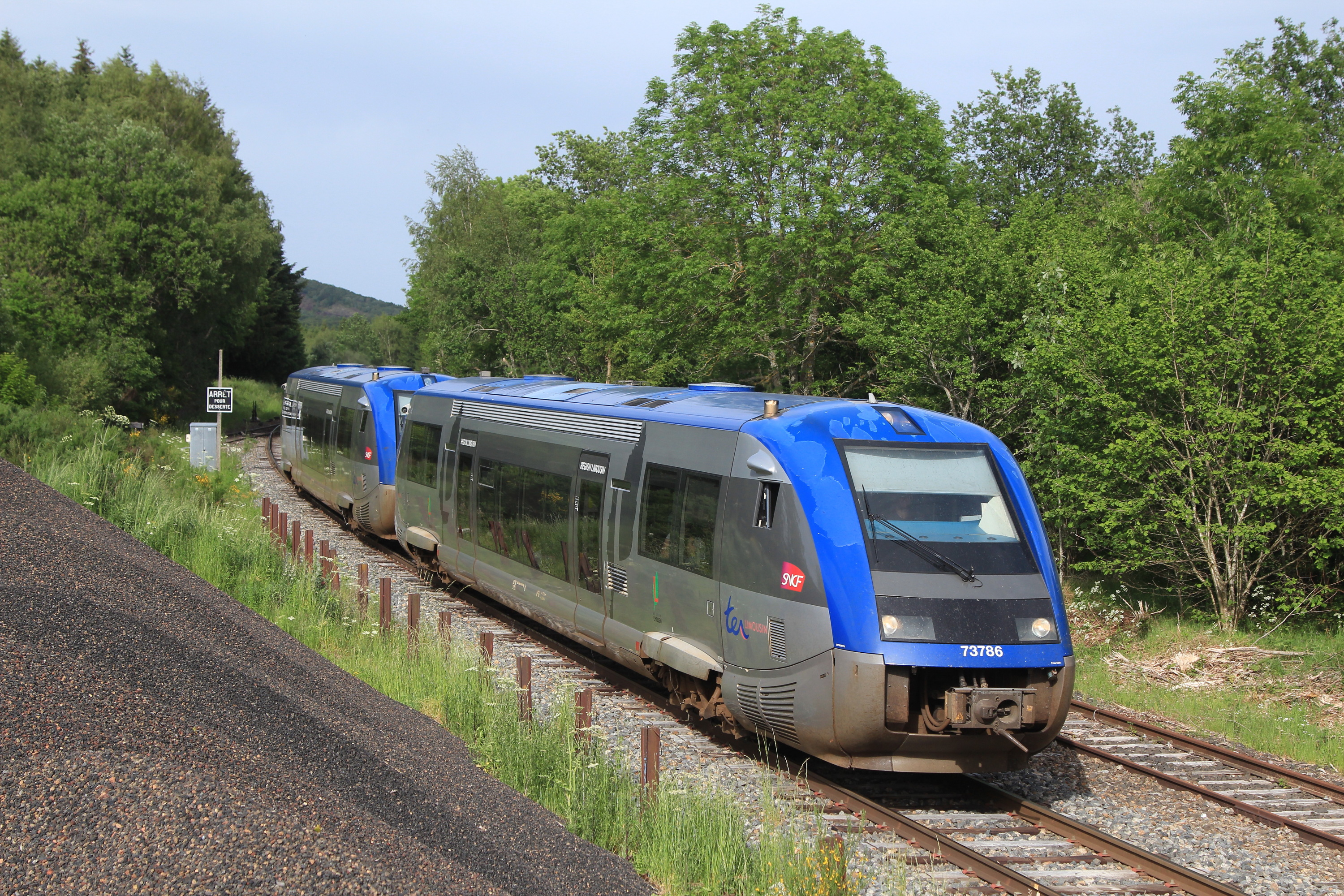
Deux X 73500 arrivent en gare.

La gare est située à 2,5 kilomètres du centre ville de Saint-Ours. Un parking pour les véhicules y est aménagé.